# Todor Nedelev
Todor Lyubchev Nedelev (Bulgaars: Тодор Любчев Неделев) (Plovdiv, 7 februari 1993) is een Bulgaars voetballer die bij voorkeur als linksbuiten speelt. Hij verruilde 1. FSV Mainz 05 in juli 2017 voor Botev Plovdiv . Nedelev debuteerde in 2013 in het Bulgaars voetbalelftal.

## Clubcarrière
Nedelev tekende op 27 juni 2011 zijn eerste profcontract, bij Botev Plovdiv. Daarvoor maakte hij op 13 augustus 2011 zijn profdebuut in de Bulgaarse tweede klasse, tegen PFC Dobrudzha Dobrich. Eén week later begon hij voor het eerst in de basiself, tegen Spartak Varna. Nedelev maakte op 3 september 2011 zijn eerste profdoelpunt. In zijn eerste seizoen scoorde hij twee doelpunten in 23 wedstrijden en promoveerde hij met Botev Plovdiv naar de A Grupa. Hierin debuteerde hij op 11 augustus 2012 in een wedstrijd waarin hij drie assists gaf, tegen Slavia Sofia.
1. FSV Mainz 05 nam Nedelev op 30 augustus 2013 over van Botev Plovdiv. Dat ontving drie miljoen euro voor hem. Bij de Duitse club kwam hij nooit uit de verf. Mainz verhuurde hem van januari 2016 tot juli 2017 aan Botev Plovdiv, waarnaar hij daarna definitief terugkeerde.

## Interlandcarrière
Nedelev debuteerde op 15 augustus 2013 in het Bulgaars voetbalelftal, als basisspeler in een oefeninterland tegen Macedonië.
1 Stachowiak ·
2 Aytov ·
3 Doré ·
7 Ognjanov ·
10 Vieira ·
11 Hristov ·
16 Jirsák ·
17 Baltanov ·
19 Tsvetkov  ·
20 Joesein ·
21 Dimitrov ·
22 Nikolov ·
23 Tsjoentsjoekov ·
24 Marin ·
28 Filipov ·
30 Vasev ·
33 Andonov ·
37 Kolev ·
38 Gamakov ·
48 Karamfilov ·
88 Kazakov ·
89 Ivanov ·
92 Kolev ·
95 Drjanov ·
Coach: Stoilov
1 Mitrev ·
2 Popov ·
3 A. Aleksandrov ·
4 Georgiev ·
5 Ivo Ivanov ·
6 Minev ·
7 M. Aleksandrov ·
8 Rangelov ·
9 Karachanakov ·
10 Popov  ·
11 Hristov ·
12 Iliev ·
13 Makendzhiev ·
14 Kostadinov ·
15 Ivan Ivanov ·
16 Slavchev ·
17 Milanov ·
18 Nedyalkov ·
19 Tonev ·
20 Milanov ·
21 Djakov ·
22 Nedelev ·
23 Zlatinski · 
Coach: Petev